# Delray Beach Open
Delray Beach Open er en ATP 250-serie professionel tennisturnering for mænd, der afholdes hvert år i Delray Beach, Florida, USA. Den spilles på hårde baner og var det tidligere kendt som America's Red Clay Championships, Citrix Tennis Championships,  og Delray Beach International Tennis Championships. Arrangementet blev afholdt i Coral Springs fra 1993 til 1998; i 1999 blev det flyttet til Delray Beach Tennis Center.  Amerikaneren Todd Martin vandt turneringens første singlebegivenhed i 1993.
Turneringen blev tidligere navngivet Delray Beach International Tennis Championships (ITC), før den blev ændret til sit nuværende navn i 2014.

## Tidligere finaler

### Singles
| Lokation               | År                    | Vinder                  | Finalist                    | Score                   |
| ---------------------- | --------------------- | ----------------------- | --------------------------- | ----------------------- |
| Delray Beach, Florida  | 2025                  | Miomir Kecmanović       | Alejandro Davidovich Fokina | 3–6, 6–1,7–5            |
| Delray Beach, Florida  | 2024                  | Taylor Fritz (2)        | Tommy Paul                  | 6–2, 6–3                |
| Delray Beach, Florida  | 2023                  | Taylor Fritz            | Miomir Kecmanović           | 6–0, 5–7, 6–2           |
| Delray Beach, Florida  | 2022                  | Cameron Norrie          | Reilly Opelka               | 7–6(7–1), 7–6(7–4)      |
| Delray Beach, Florida  | 2021                  | Hubert Hurkacz          | Sebastian Korda             | 6–3, 6–3                |
| Delray Beach, Florida  | 2020                  | Reilly Opelka           | Yoshihito Nishioka          | 7–5, 6–7(4–7), 6–2      |
| Delray Beach, Florida  | 2019                  | Radu Albot              | Dan Evans                   | 3–6, 6–3, 7–6(9–7)      |
| Delray Beach, Florida  | 2018                  | Frances Tiafoe          | Peter Gojowczyk             | 6–1, 6–4                |
| Delray Beach, Florida  | 2017                  | Jack Sock               | Milos Raonic                | Walkover                |
| Delray Beach, Florida  | 2016                  | Sam Querrey             | Rajeev Ram                  | 6–4, 7–6(8–6)           |
| Delray Beach, Florida  | 2015                  | Ivo Karlović            | Donald Young                | 6–3, 6–3                |
| Delray Beach, Florida  | 2014                  | Marin Čilić             | Kevin Anderson              | 7–6(8–6), 6–7(7–9), 6–4 |
| Delray Beach, Florida  | 2013                  | Ernests Gulbis          | Édouard Roger-Vasselin      | 7–6(7–3), 6–3           |
| Delray Beach, Florida  | 2012                  | Kevin Anderson          | Marinko Matosevic           | 6–4, 7–6(7–2)           |
| Delray Beach, Florida  | 2011                  | Juan Martín del Potro   | Janko Tipsarević            | 6–4, 6–4                |
| Delray Beach, Florida  | 2010                  | Ernests Gulbis          | Ivo Karlović                | 6–2, 6–3                |
| Delray Beach, Florida  | 2009                  | Mardy Fish              | Evgeny Korolev              | 7–5, 6–3                |
| Delray Beach, Florida  | 2008                  | Kei Nishikori           | James Blake                 | 3–6, 6–1, 6–4           |
| Delray Beach, Florida  | 2007                  | Xavier Malisse (2)      | James Blake                 | 5–7, 6–4, 6–4           |
| Delray Beach, Florida  | 2006                  | Tommy Haas              | Xavier Malisse              | 6–3, 3–6, 7–6(7–5)      |
| Delray Beach, Florida  | 2005                  | Xavier Malisse          | Jiří Novák                  | 7–6(8–6), 6–2           |
| Delray Beach, Florida  | 2004                  | Ricardo Mello           | Vincent Spadea              | 7–6(7–2), 6–3           |
| Delray Beach, Florida  | 2003                  | Jan-Michael Gambill (2) | Mardy Fish                  | 6–0, 7–6(7–5)           |
| Delray Beach, Florida  | 2002                  | Davide Sanguinetti      | Andy Roddick                | 6–4, 4–6, 6–4           |
| Delray Beach, Florida  | 2001                  | Jan-Michael Gambill     | Xavier Malisse              | 7–5, 6–4                |
| Delray Beach, Florida  | 2000                  | Stefan Koubek           | Álex Calatrava              | 6–1, 4–6, 6–4           |
| Delray Beach, Florida  | 1999                  | Lleyton Hewitt          | Xavier Malisse              | 6–4, 6–7(2–7), 6–1      |
| Coral Springs, Florida |                       |                         |                             |                         |
| 1998                   | Andrew Ilie           | Davide Sanguinetti      | 7–5, 6–4                    |                         |
| 1997                   | Jason Stoltenberg (2) | Jonas Björkman          | 6–0, 2–6, 7–5               |                         |
| 1996                   | Jason Stoltenberg     | Chris Woodruff          | 7–6(7–4), 2–6, 7–5          |                         |
| 1995                   | Todd Woodbridge       | Greg Rusedski           | 6–4, 6–2                    |                         |
| 1994                   | Luiz Mattar           | Jamie Morgan            | 6–4, 3–6, 6–3               |                         |
| 1993                   | Todd Martin           | David Wheaton           | 6–3, 6–4                    |                         |

### Doubles
| Lokation               | År   | Vinder                                    | Finalist                                  | Score                      |
| ---------------------- | ---- | ----------------------------------------- | ----------------------------------------- | -------------------------- |
| Delray Beach, Florida  | 2025 | Miomir Kecmanović Brandon Nakashima       | Christian Harrison Ryan Harrison          | 7–6(7–3), 1–6, [10–3]      |
| Delray Beach, Florida  | 2024 | Julian Cash Robert Galloway               | Santiago González Neal Skupski            | 5–7, 7–5, [10–2]           |
| Delray Beach, Florida  | 2023 | Marcelo Arévalo (2) Jean-Julien Rojer (2) | Rinky Hijikata Reese Stalder              | 6–3, 6–4                   |
| Delray Beach, Florida  | 2022 | Marcelo Arévalo Jean-Julien Rojer         | Aleksandr Nedovyesov Aisam-ul-Haq Qureshi | 6–2, 6–7(5–7), [10–4]      |
| Delray Beach, Florida  | 2021 | Ariel Behar Gonzalo Escobar               | Christian Harrison Ryan Harrison          | 6–7(5–7), 7–6(7–4), [10–4] |
| Delray Beach, Florida  | 2020 | Bob Bryan (6) Mike Bryan (6)              | Luke Bambridge Ben McLachlan              | 3–6, 7–5, [10–5]           |
| Delray Beach, Florida  | 2019 | Bob Bryan (5) Mike Bryan (5)              | Ken Skupski Neal Skupski                  | 7–6(7–5), 6–4              |
| Delray Beach, Florida  | 2018 | Jack Sock (2) Jackson Withrow             | Nicholas Monroe John-Patrick Smith        | 4–6, 6–4, [10–8]           |
| Delray Beach, Florida  | 2017 | Raven Klaasen Rajeev Ram (2)              | Treat Huey Max Mirnyi                     | 7–5, 7–5                   |
| Delray Beach, Florida  | 2016 | Oliver Marach Fabrice Martin              | Bob Bryan Mike Bryan                      | 3–6, 7–6(9–7), [13–11]     |
| Delray Beach, Florida  | 2015 | Bob Bryan (4) Mike Bryan (4)              | Raven Klaasen Leander Paes                | 6–3, 3–6, [10–6]           |
| Delray Beach, Florida  | 2014 | Bob Bryan (3) Mike Bryan (3)              | František Čermák Mikhail Elgin            | 6-2, 6-3                   |
| Delray Beach, Florida  | 2013 | James Blake Jack Sock                     | Horia Tecău Max Mirnyi                    | 6-4, 6-4                   |
| Delray Beach, Florida  | 2012 | Colin Fleming Ross Hutchins               | Michal Mertiňák André Sá                  | 2–6, 7–6(7–5), [15–13]     |
| Delray Beach, Florida  | 2011 | Scott Lipsky Rajeev Ram                   | Christopher Kas Alexander Peya            | 4–6, 6–4, [10–3]           |
| Delray Beach, Florida  | 2010 | Bob Bryan (2) Mike Bryan (2)              | Philipp Marx Igor Zelenay                 | 6–3, 7–6(7–3)              |
| Delray Beach, Florida  | 2009 | Bob Bryan Mike Bryan                      | Marcelo Melo André Sá                     | 6–4, 6–4                   |
| Delray Beach, Florida  | 2008 | Max Mirnyi Jamie Murray                   | Bob Bryan Mike Bryan                      | 6–4, 3–6, [10–6]           |
| Delray Beach, Florida  | 2007 | Xavier Malisse Hugo Armando               | James Auckland Stephen Huss               | 6–3, 6–7(4–7), [10–5]      |
| Delray Beach, Florida  | 2006 | Mark Knowles Daniel Nestor                | Chris Haggard Wesley Moodie               | 6–2, 6–3                   |
| Delray Beach, Florida  | 2005 | Simon Aspelin Todd Perry                  | Jordan Kerr Jim Thomas                    | 6–3, 6–3                   |
| Delray Beach, Florida  | 2004 | Leander Paes (2) Radek Štěpánek           | Gastón Etlis Martín Rodríguez             | 6–0, 6–3                   |
| Delray Beach, Florida  | 2003 | Leander Paes Nenad Zimonjić (3)           | Raemon Sluiter Martin Verkerk             | 7–5, 3–6, 7–5              |
| Delray Beach, Florida  | 2002 | Martin Damm Cyril Suk                     | David Adams Ben Ellwood                   | 6–4, 6–7(5–7), [10–5]      |
| Delray Beach, Florida  | 2001 | Jan-Michael Gambill Andy Roddick          | Thomas Shimada Myles Wakefield            | 6–3, 6–4                   |
| Delray Beach, Florida  | 2000 | Brian MacPhie Nenad Zimonjić (2)          | Joshua Eagle Andrew Florent               | 7–5, 6–4                   |
| Delray Beach, Florida  | 1999 | Max Mirnyi Nenad Zimonjić                 | Doug Flach Brian MacPhie                  | 7–6(7–3), 3–6, 6–3         |
| Coral Springs, Florida | 1998 | Grant Stafford Kevin Ullyett              | Mark Merklein Vince Spadea                | 7–5, 6–4                   |
| Coral Springs, Florida | 1997 | Dave Randall Greg Van Emburgh             | Luke Jensen Murphy Jensen                 | 6–7, 6–2, 7–6              |
| Coral Springs, Florida | 1996 | Todd Woodbridge (2) Mark Woodforde (2)    | Ivan Baron Brett Hansen-Dent              | 6–3, 6–3                   |
| Coral Springs, Florida | 1995 | Todd Woodbridge Mark Woodforde            | Sergio Casal Emilio Sánchez               | 6–3, 6–1                   |
| Coral Springs, Florida | 1994 | Lan Bale Brett Steven                     | Ken Flach Stephane Simian                 | 6–3, 7–5                   |
| Coral Springs, Florida | 1993 | Patrick McEnroe Jonathan Stark            | Paul Annacone Doug Flach                  | 6–4, 6–3                   |